# Hong Kong (colonie)
Pour l’article homonyme, voir Hong Kong (homonymie).
1841–1941
1945–1997
Entités précédentes :
- Dynastie Qing

Entités suivantes :
- Hong Kong (région administrative spéciale de la république populaire de Chine)

Hong Kong est une colonie du Royaume-Uni de 1841, date de la cession de l'île de Hong Kong (occupée en janvier 1841 par le Royaume-Uni de Grande-Bretagne et d'Irlande) par le traité de Nankin, à 1997, date de la rétrocession de Hong Kong à la Chine deux ans avant celle de Macao, alors colonie portugaise. À sa réintégration dans la république populaire de Chine, Hong Kong conserve un large degré de liberté économique et administrative en devenant une région administrative spéciale.

## Géographie
Initialement constituée de l'île de Hong Kong, la colonie s'agrandit avec la péninsule de Kowloon en 1860 puis les Nouveaux Territoires en 1898.

## Histoire

### Établissement de la colonie
- l'île de Hong Kong en 1842
- la péninsule de Kowloon en 1860
- les Nouveaux Territoires en 1898

La Grande-Bretagne acquit :
l'île de Hong Kong en 1842
la péninsule de Kowloon en 1860
les Nouveaux Territoires en 1898.

Hong Kong devient une colonie britannique en 1842, elle se développe beaucoup, à cause de la surpopulation, le Royaume-Uni reçoit des territoires Chinois pour un bail de 99 ans.

### Invasion japonaise

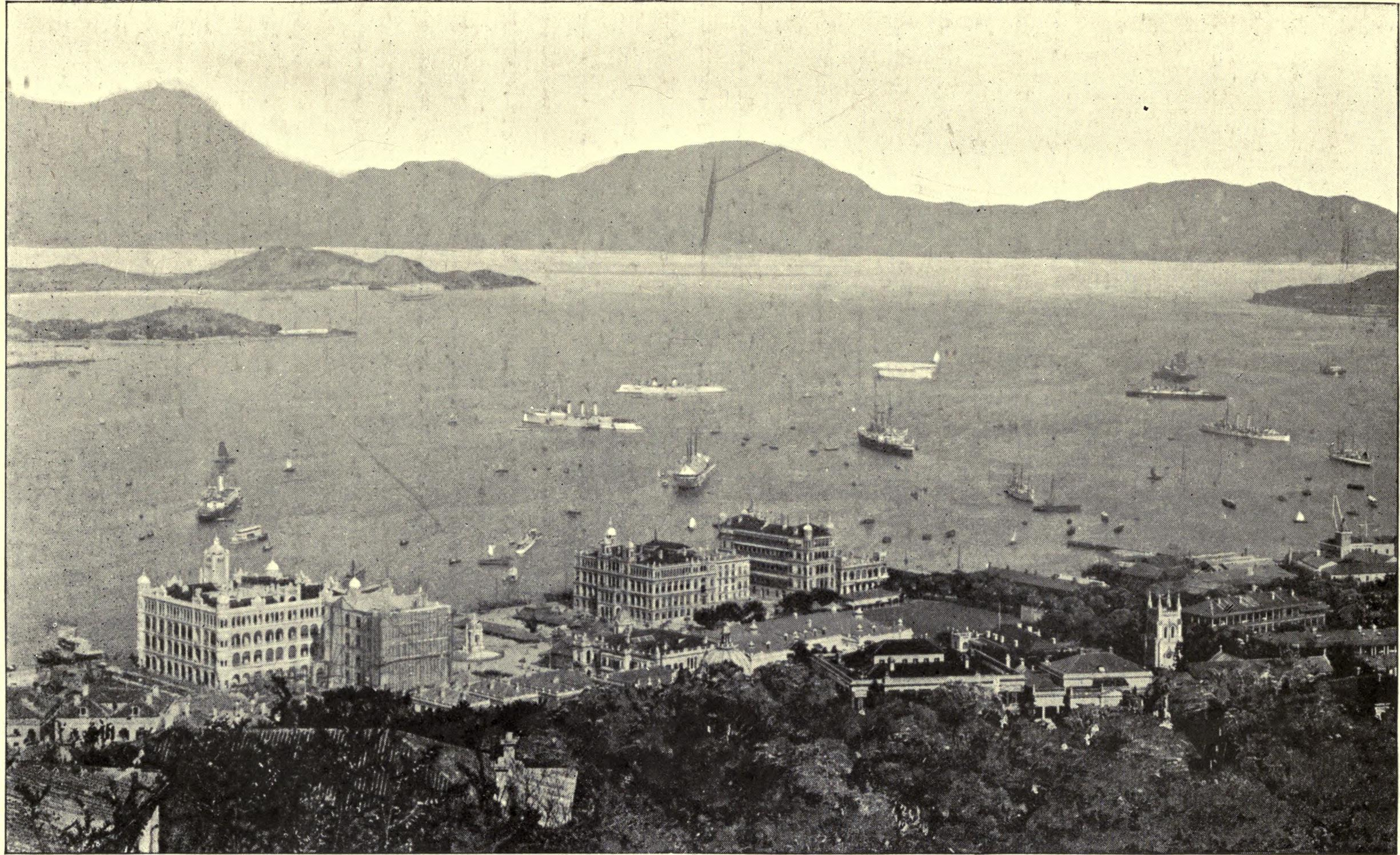
Vue de Victoria sur l'île de Hong Kong vers 1900.

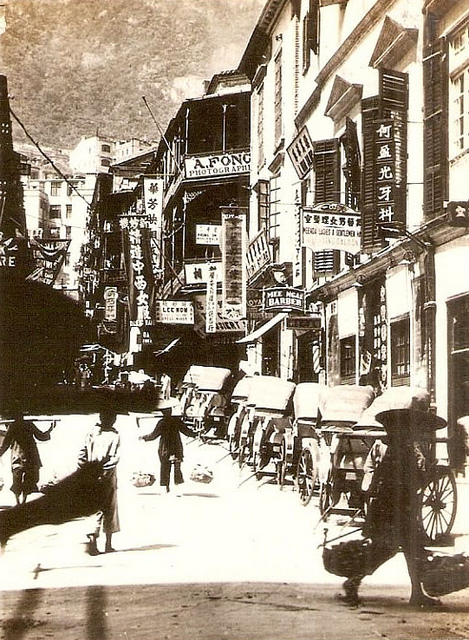
Scène de rue à Hong Kong dans les années 1930.

Hong Kong est attaqué par les Japonais le 8 décembre 1941. La défense tombe le 25 décembre 1941, date désignée sous le nom de « Noël noir » par les habitants de Hong Kong. L'occupation dure jusqu'au 15 août 1945.

### Rétablissement du pouvoir britannique
Les ressortissants hongkongais n'ont pas le droit de vote.

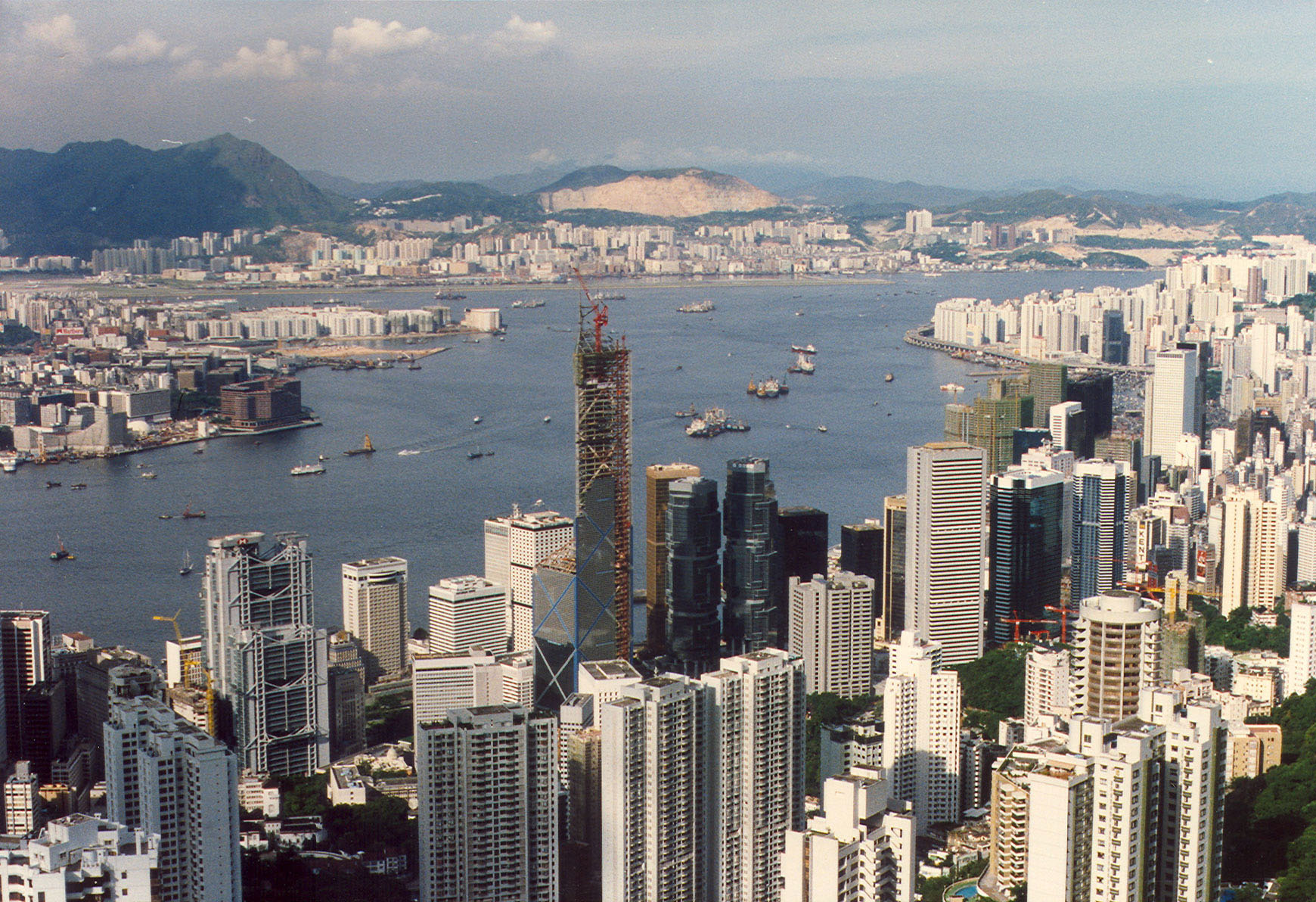
Victoria Harbour en 1988.

Le statut de colonie est transformé en 1981 en celui de territoire britannique d'outre-mer.
À minuit et une seconde le 1er juillet 1997, Hong-Kong est remis à la république populaire de Chine par le Royaume-Uni. 